# Chính phủ Bỉ lưu vong

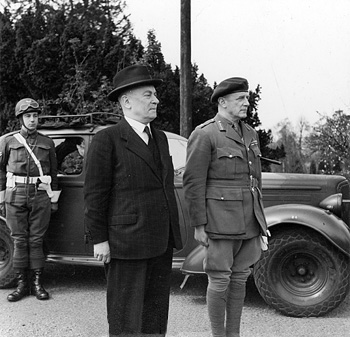
Hubert Pierlot (bên trái), Thủ tướng chính phủ lưu vong, tháng 4 năm 1944.

Chính phủ Bỉ ở Luân Đôn (tiếng Pháp: Gouvernement belge à Londres, tiếng Hà Lan: Belgische regering in Londen), cũng gọi bằng Chính phủ Pierlot thứ tư, là chính phủ lưu vong của nước Bỉ trong Thế chiến lần thứ hai, bao gồm ba trụ cột là Đảng Công giáo, Đảng Tự do và Đảng Lao động. Sau khi Đức xâm lược Bỉ vào tháng 5 năm 1940 thì chính phủ của Thủ tướng Hubert Pierlot dời về Bordeaux ở Pháp trước rồi đến Luân Đôn. Sau đó, chính quyền Bỉ đã tự phong mình làm đại biểu Bỉ hợp pháp duy nhất trong lực lượng Đồng Minh.
Mặc dù mất hết thực quyền trong nước, chính quyền Bỉ vẫn cai trị Congo và đàm phán với những nước đồng minh khác về việc tái thiết đất nước sau chiến tranh. Những hiệp định được thỏa thuận trong thời chiến bao gồm thành lập Benelux và gia nhập Liên hợp quốc. Chính quyền Bỉ còn chỉ huy Lực lượng Bỉ tự do và vẫn giữ liên lạc với phong trào kháng chiến ngầm.